# Nihon Shoki Sanso
Le Nihon Shoki Sanso (日本書紀纂疏) est un ouvrage d'Ichijō Kaneyoshi publié au XVe siècle. Il est conçu comme un guide de lecture et une analyse du Nihon shoki, un ouvrage achevé en 720 et qui traite de l'histoire ancienne du Japon.